# Kanda Takaki
Takaki Kanda (sinh ngày 14 tháng 8 năm 1975) là một cầu thủ bóng đá người Nhật Bản.

## Sự nghiệp câu lạc bộ
Takaki Kanda đã từng chơi cho Nagoya Grampus Eight.